# Liste der Einträge im National Register of Historic Places im Rutherford County (Tennessee)
Diese Liste der Einträge im National Register of Historic Places im Rutherford County (Tennessee) enthält alle im Rutherford County, Tennessee in das National Register of Historic Places eingetragenen Gebäude, Bauwerke, Objekte, Stätten oder historischen Distrikte.
Diese Liste entspricht dem Bearbeitungsstand des National Park Service/National Register of Historic Places vom 4. Oktober 2024.

## Legende
| NRHP | Historic Place             |
| HD   | National Historic District |

## Aktuelle Einträge
| [ 2 ] | Name                                                            | Bild                                                            | Eintragsdatum                 | Lage | Ort          | Beschreibung                                          |
| ----- | --------------------------------------------------------------- | --------------------------------------------------------------- | ----------------------------- | --- | ------------ | ----------------------------------------------------- |
| 1     | Allen Chapel A.M.E. Church                                      | Allen Chapel A.M.E. Church                                      | 31. März 1995 ID-Nr. 95000291 | 224 S. Maney Avenue 35° 50′ 38″ N, 86° 23′ 14″ W                                                                                             | Murfreesboro |                                                       |
| 2     | Arnold-Harrell House                                            | Arnold-Harrell House                                            | 27. März 1992 ID-Nr. 92000145 | 1710 E. Main Street 35° 50′ 26″ N, 86° 21′ 51″ W                                                                                             | Murfreesboro |                                                       |
| 3     | Beesley Primitive Baptist Church                                | Beesley Primitive Baptist Church                                | 8. Apr. 1999 ID-Nr. 99000397  | 461 Beesley Road 35° 51′ 11″ N, 86° 29′ 51″ W                                                                                                | Murfreesboro |                                                       |
| 4     | Benevolent Cemetery                                             |                                                                 | 16. Mai 2022 ID-Nr. 100007730 | Park Avenue 35° 49′ 54,5″ N, 86° 23′ 51″ W                                                                                                   | Murfreesboro |                                                       |
| 5     | Thomas C. Black House                                           | Thomas C. Black House                                           | 5. Juli 1996 ID-Nr. 96000231  | 4431 Lebanon Road 35° 55′ 38″ N, 86° 22′ 58″ W                                                                                               | Murfreesboro |                                                       |
| 6     | Boxwood                                                         | weitere Bilder                                                  | 25. Okt. 1984 ID-Nr. 84000139 | Old Salem Pike 35° 48′ 37″ N, 86° 27′ 9″ W                                                                                                   | Murfreesboro |                                                       |
| 7     | Bradley Academy                                                 | Bradley Academy                                                 | 14. Juni 1990 ID-Nr. 90000914 | 415 S. Academy St. 35° 50′ 31″ N, 86° 23′ 19″ W                                                                                              | Murfreesboro |                                                       |
| 8     | Caff-E-Hill Farm                                                |                                                                 | 14. Apr. 1995 ID-Nr. 95000412 | 3783 Cripple Creek Road 35° 46′ 42″ N, 86° 11′ 53″ W                                                                                         | Readyville   |                                                       |
| 9     | Cemetery School                                                 | Cemetery School                                                 | 2. Nov. 2022 ID-Nr. 100008375 | Mt. Olive Road 35° 53′ 8,9″ N, 86° 26′ 26,5″ W                                                                                               | Murfreesboro |                                                       |
| 10    | Childress-Ray House                                             | Childress-Ray House                                             | 27. Dez. 1979 ID-Nr. 79002458 | 225 N. Academy Street 35° 50′ 51″ N, 86° 23′ 19″ W                                                                                           | Murfreesboro |                                                       |
| 11    | Collier-Crichlow House                                          | Collier-Crichlow House                                          | 16. Juli 1973 ID-Nr. 73001822 | 511 E. Main Street 35° 50′ 42″ N, 86° 22′ 18″ W                                                                                              | Murfreesboro |                                                       |
| 12    | Sam Davis House                                                 | weitere Bilder                                                  | 23. Dez. 1969 ID-Nr. 69000181 | nordöstlich von Smyrna, in der Nähe der Tennessee State Route 102 35° 59′ 21″ N, 86° 29′ 56″ W                                               | Smyrna       |                                                       |
| 13    | Dement House                                                    | Dement House                                                    | 26. Juni 1986 ID-Nr. 86001379 | 7421 Cainsville Pike 35° 55′ 56″ N, 86° 16′ 1″ W                                                                                             | Lascassas    |                                                       |
| 14    | East Main Street Historic District                              | weitere Bilder                                                  | 11. Juli 1985 ID-Nr. 85001516 | zwischen der E. Main, E. Lytle, College, University und E. Vine Sts. 35° 50′ 42″ N, 86° 22′ 50″ W                                            | Murfreesboro |                                                       |
| 15    | Elmwood                                                         |                                                                 | 15. Okt. 1973 ID-Nr. 73001823 | nordwestlich von Murfreesboro, in der Nähe der U.S. Route 41, U.S. Route 70S und dem 5722 Old Nashville Highway 35° 53′ 46″ N, 86° 27′ 28″ W | Murfreesboro |                                                       |
| 16    | First Presbyterian Church                                       | First Presbyterian Church                                       | 24. Juni 1993 ID-Nr. 93000561 | 210 N. Spring St. 35° 50′ 49″ N, 86° 23′ 23″ W                                                                                               | Murfreesboro |                                                       |
| 17    | Fortress Rosecrans Site                                         | weitere Bilder                                                  | 7. Juni 1974 ID-Nr. 74001926  | Old Fort Parkway 35° 51′ 12″ N, 86° 24′ 41″ W                                                                                                | Murfreesboro |                                                       |
| 18    | Logan Henderson Farm                                            | weitere Bilder                                                  | 25. Sep. 2003 ID-Nr. 03000971 | 3600 Manchester Pike 35° 47′ 27″ N, 86° 21′ 25″ W                                                                                            | Murfreesboro |                                                       |
| 19    | Idler’s Retreat                                                 | Idler’s Retreat                                                 | 19. Mai 2004 ID-Nr. 04000475  | 112 Oak Street 35° 59′ 15″ N, 86° 30′ 55″ W                                                                                                  | Smyrna       |                                                       |
| 20    | Jarman Farm                                                     | Jarman Farm                                                     | 6. Juli 1987 ID-Nr. 87001368  | Cainsville Pike 35° 57′ 46″ N, 86° 15′ 30″ W                                                                                                 | Lascassas    |                                                       |
| 21    | Enoch H. Jones House                                            | Enoch H. Jones House                                            | 25. Aug. 1995 ID-Nr. 95001043 | 6339 Halls Hill Pike 35° 51′ 39″ N, 86° 13′ 4″ W                                                                                             | Murfreesboro |                                                       |
| 22    | William B. Jordan Farm                                          | William B. Jordan Farm                                          | 13. Juli 1992 ID-Nr. 92000825 | 2665 Taylor Lane 35° 46′ 3″ N, 86° 36′ 10″ W                                                                                                 | Eagleville   |                                                       |
| 23    | Landsberger-Gerhardt House                                      | Landsberger-Gerhardt House                                      | 13. Dez. 1993 ID-Nr. 93001397 | 435 N. Spring St. 35° 51′ 0″ N, 86° 23′ 21″ W                                                                                                | Murfreesboro |                                                       |
| 24    | Uncle Dave Macon House                                          | Uncle Dave Macon House                                          | 15. Nov. 1973 ID-Nr. 73001827 | westlich von Readyville an der U.S. Route 70S 35° 49′ 27″ N, 86° 14′ 27″ W                                                                   | Readyville   |                                                       |
| 25    | Marymont                                                        | weitere Bilder                                                  | 30. Okt. 1973 ID-Nr. 73001824 | südwestlich von Murfreesboro, in der Nähe der Tennessee State Route 99 an der Rucker Lane 35° 49′ 12″ N, 86° 28′ 45″ W                       | Murfreesboro |                                                       |
| 26    | William Harrison McCord House                                   | William Harrison McCord House                                   | 20. Dez. 1984 ID-Nr. 84001121 | 475 N. Main St. 35° 44′ 46″ N, 86° 39′ 6″ W                                                                                                  | Eagleville   |                                                       |
| 27    | McGill – Becton – Cates Family Farm                             | McGill – Becton – Cates Family Farm                             | 9. Nov. 2005 ID-Nr. 05001220  | 2432 Cripple Creek Rd. 35° 47′ 3″ N, 86° 12′ 41″ W                                                                                           | Readyville   |                                                       |
| 28    | Middle Tennessee State Teachers College Training School         | Middle Tennessee State Teachers College Training School         | 4. Jan. 1993 ID-Nr. 92001731  | 923 E. Lytle St. 35° 50′ 49″ N, 86° 22′ 31″ W                                                                                                | Murfreesboro |                                                       |
| 29    | Morgan House                                                    | Morgan House                                                    | 27. Dez. 1979 ID-Nr. 79002457 | südwestlich von Christiana 35° 39′ 22″ N, 86° 27′ 27″ W                                                                                      | Christiana   |                                                       |
| 30    | Murfreesboro Veterans Administration Hospital Historic District | Murfreesboro Veterans Administration Hospital Historic District | 12. März 2012 ID-Nr. 12000119 | 3400 Lebanon Pike 35° 54′ 59,9″ N, 86° 22′ 41″ W                                                                                             | Murfreesboro |                                                       |
| 31    | Murray Farm                                                     | Murray Farm                                                     | 31. Juli 1991 ID-Nr. 91000980 | 9409 Bradyville Rd. 35° 45′ 21″ N, 86° 15′ 49″ W                                                                                             | Readyville   |                                                       |
| 32    | North Maney Avenue Historic District                            |                                                                 | 4. Apr. 1985 ID-Nr. 85000709  | zwischen der N. Maney und N. Highland Aves., E. College St. und N. Academy Ave. 35° 50′ 55″ N, 86° 23′ 10″ W                                 | Murfreesboro |                                                       |
| 33    | Oaklands                                                        | Oaklands                                                        | 26. Feb. 1970 ID-Nr. 70000616 | 900 N. Maney Ave. 35° 51′ 21″ N, 86° 23′ 6″ W                                                                                                | Murfreesboro |                                                       |
| 34    | Old First Presbyterian Church and Old City Cemetery             | weitere Bilder                                                  | 12. März 2012 ID-Nr. 12000120 | 390 E. Vine St. 35° 50′ 36,6″ N, 86° 23′ 16,3″ W                                                                                             | Murfreesboro |                                                       |
| 35    | Gen. Joseph B. Palmer House                                     | Gen. Joseph B. Palmer House                                     | 20. Sep. 1973 ID-Nr. 73001825 | 434 E. Main St. 35° 50′ 43″ N, 86° 23′ 7″ W                                                                                                  | Murfreesboro |                                                       |
| 36    | Providence Primitive Baptist Church                             | Providence Primitive Baptist Church                             | 8. Nov. 2000 ID-Nr. 00001357  | 256 Central Valley Road 35° 56′ 19″ N, 86° 22′ 51″ W                                                                                         | Walterhill   |                                                       |
| 37    | Charles Ready House                                             | Charles Ready House                                             | 2. Juli 1973 ID-Nr. 73001828  | an der U.S. Route 70S 35° 49′ 45″ N, 86° 10′ 47″ W                                                                                           | Readyville   |                                                       |
| 38    | Riverside Farm                                                  | Riverside Farm                                                  | 12. Dez. 2006 ID-Nr. 06001132 | 1218 W. Jefferson Pike 35° 57′ 55″ N, 86° 23′ 21″ W                                                                                          | Walterhill   |                                                       |
| 39    | Rockvale Store                                                  | Rockvale Store                                                  | 14. Sep. 1995 ID-Nr. 95001114 | 8964 Rockvale Road 35° 45′ 27″ N, 86° 31′ 53″ W                                                                                              | Rockvale     |                                                       |
| 40    | Benjamine Rucker House                                          | Benjamine Rucker House                                          | 28. Feb. 1991 ID-Nr. 91000223 | 3978 Betty Ford Road 35° 55′ 14″ N, 86° 19′ 51″ W                                                                                            | Compton      |                                                       |
| 41    | Rutherford County Courthouse                                    | weitere Bilder                                                  | 16. Juli 1973 ID-Nr. 73001826 | Public Square 35° 50′ 46″ N, 86° 23′ 31″ W                                                                                                   | Murfreesboro |                                                       |
| 42    | Rutherford Health Department                                    | Rutherford Health Department                                    | 24. Juli 1992 ID-Nr. 92000960 | 303 N. Church St. 35° 50′ 54″ N, 86° 23′ 27″ W                                                                                               | Murfreesboro |                                                       |
| 43    | Absalom Scales House                                            | Absalom Scales House                                            | 30. Okt. 1973 ID-Nr. 73001821 | 432 Rocky Glade Rd. 35° 46′ 27″ N, 86° 38′ 22″ W                                                                                             | Eagleville   |                                                       |
| 44    | Searcy – Matthews – Tarpley Farm                                | Searcy – Matthews – Tarpley Farm                                | 14. Juli 2011 ID-Nr. 11000459 | 455 W. Jefferson Pike 35° 57′ 8″ N, 86° 23′ 7″ W                                                                                             | Walterhill   |                                                       |
| 45    | Robert Andrew Smith Farm                                        |                                                                 | 4. Jan. 1993 ID-Nr. 92001712  | 2568 Armstrong Valley Road 35° 46′ 6″ N, 86° 28′ 45″ W                                                                                       | Murfreesboro |                                                       |
| 46    | John C. Spence House                                            | John C. Spence House                                            | 23. Aug. 2004 ID-Nr. 04000302 | 503 N. Maple Street 35° 51′ 10″ N, 86° 23′ 31,9″ W                                                                                           | Murfreesboro |                                                       |
| 47    | Stones River National Battlefield                               | weitere Bilder                                                  | 15. Okt. 1966 ID-Nr. 66000075 | nordwestlich von Murfreesboro, an der U.S. Route 41 in Tennessee 35° 52′ 24″ N, 86° 25′ 17″ W                                                | Murfreesboro | Dieser Eintrag hat eine weitere Referenz ID 100007434 |
| 48    | Walter Hill Hydroelectric Station                               | Walter Hill Hydroelectric Station                               | 7. Nov. 1990 ID-Nr. 90001660  | U.S. Route 231 am Stones River 35° 56′ 37″ N, 86° 22′ 37″ W                                                                                  | Murfreesboro |                                                       |